# Redmond O’Hanlon
Redmond O’Hanlon (ur. 5 czerwca 1947 roku w hrabstwie Dorset) – brytyjski podróżnik i naukowiec.

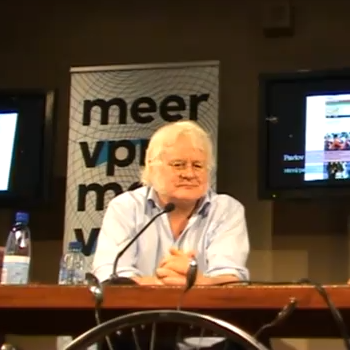
Redmond O’Hanlon, 2010

Ukończył studia na Uniwersytecie Oksfordzkim, tam doktoryzował się w 1977 roku. Jako naukowiec zajmował się 19-wieczną literaturą angielską. Przez 15 lat był redaktorem działu historii naturalnej w „Times Literary Supplement”. Od 1984 roku członek Królewskiego Towarzystwa Geograficznego w Londynie.
Stał się znany dzięki podróżom w najgłębsze zakamarki dżungli naszej planety - na Borneo, w Amazonii, w Zairze. W ostatnich latach bywa narratorem telewizyjnych serii podróżniczych.

## Znane książki
- 1984 Into the Heart of Borneo (jedyna książka wydana w Polsce: W sercu Borneo, 1996)
- 1988 In Trouble Again: A Journey Between the Orinoco and the Amazon
- 1996 Congo Journey (wydanie amerykańskie No Mercy: A Journey Into the Heart of the Congo, 1997)
- 2005 Trawler - podróż po północnym Atlantyku